# Marine Support Unit
Marine Support Unit (MSU), tidligere kaldt Marine Police, er en britisk politienhed, der blev oprettet i Wapping, London 1798, og siden 1899 har været en enhed under Metropolitan Police Service. Styrken blev en skabelon for udviklingen af landets politistyrke i starten af det 19. århundrede, og regnes af mange som den første virkelige politistyrke i moderne forstand i landet.

## Historie
Styrken blev grundlagt af magistraten Patrick Colquhon og Master Mariner John Harriott for at bekæmpe tyveri, plyndring og korruption i byens havn. Det første budget på 5.000 £ blev dækket af hhv. Exchequer (920 £) og West India Merchants and Planters Company (4.020 £).
Marine Police lejede lokaler, hvor Wapping politistation senere blev bygget. Der blev udnævnt en Superintendent of Ship Constables og fem konstabler, kaldt Surveyors, som patruljerede på Themsen. De havde også egne roere, som fragtede konstablerne i åbne både. I tillæg var der fire konstabler, som inspicerede de skibe, der lå til kajs, samt skibskonstabler, der blev betalt af skibenes ejere og havde til opgave at overvåge havnearbejderne. På kajerne var der en konstabel, Surveyor of Quays med to assistenter og 30 politivægtere, som overvågede lastning og losning.
I 1829 blev Metropolitan Police Force oprettet. Marine Police havde da tre stationer: Wapping, Waterloo, samt Blackwall, der tilsammen rådede over 15 både. I 1899 blev de to styrker slået sammen, og Marine Police blev Thames Division. Dette navn blev beholdt helt til 2001.

## I 2000'erne
Enheden har fortsat sit hovedkvarter i Wapping, nær Tower Bridge. Dens hovedopgave er at overvåge Themsen og området langs floden, samt bistand til andre enheder i Metropolitan Police Service, når de har behov for MSU's ekspertise. De arbejder også i nært samarbejde med andre mydigheder, som havnevæsenet, Kent and Essex Police, Special Branch, toldvæsenet, immigrationsmyndigheder, kystvagten, RNLI, brandvæsenet, samt sundhedsvæsnet.
MSU dækker en strækning på omkring 60 km langs Themsen, men opererer om nødvendigt også udenfor dette område.